# Doyhenard
Doyhenard é uma localidade do partido de Brandsen, da Província de Buenos Aires, na Argentina.